# Antonówka (gmina Tuczyn)
Antonówka – nieistniejąca obecnie kolonia, w II RP należąca do gminy Tuczyn powiatu rówieńskiego w województwie wołyńskim.
W 1833 r. osiedlili się tu pierwsi Żydzi. W 1898 r. było ich 620, a w 1921 ich liczba wynosiła 482 co stanowiło 91,8% ogółu mieszkańców. Mieli synagogę i cmentarz.
Jesienią 1941 r. okupacyjne władze niemieckie zorganizowały w Antonówce getto, które przetrwało 10 miesięcy. W końcu sierpnia 1942 r. SD z Równego z udziałem niemieckiej żandarmerii i ukraińskiej policji rozstrzelało wszystkich Żydów z Antonówki w liczbie około pięciuset 6 km od Kostopola.
Polacy mieszkający w Antonówce zbiegli do Równego po napadzie bojówki UPA 28 maja 1943 roku, w którym zabito około 36 osób.
W czasie okupacji niemieckiej polski mieszkaniec Antonówki Stanisław Jasiński wraz córką Emilią udzielał schronienia Żydom, za co w 1985 roku Instytut Jad Waszem uhonorował oboje tytułami Sprawiedliwych wśród Narodów Świata.